# 649 Josefa
649 Josefa este un asteroid din centura principală, descoperit pe 11 septembrie 1907, de August Kopff.